# ベクトル (PR会社)
株式会社ベクトル（英文社名：Vector Inc.）は、東京都港区赤坂に本社を置く、パブリック・リレーションズを扱う日本の企業。

## 概要
ベクトルは1993年に西江肇司によりセールスプロモーション事業を行う会社として設立され、2000年からパブリック・リレーションズ事業を中心に扱うようになった。2014年に東京証券取引所第1部に上場。

## 沿革
- 1993年 株式会社ベクトル設立[2]。
- 2000年 パブリック・リレーションズ事業を中心とした体制に変更[2]。
- 2012年 東京証券取引所マザーズに上場[2]。
- 2014年 東京証券取引所市場第一部へ上場市場を変更[2]。